# Молодість (фільм)
Молодість (оригінальна назва: Jeunesse) — французько-португальський фільм 2016 року режисера Жульєна Самані та продюсера Паулу Бранку. Фільм є екранізацією однойменної новели Джозефа Конрада, написаної у 1898 року.

## У ролях
- Кевін Азаіс — Зіко
- Самір Гесмі — Хосе Жеро
- Жан-Франсуа Стевенен — капітан Пайє
- Бастьєн Угетто — Йойо
- Камілла Полет — Мелані
- Лазар Мінунгу — Моктар
- Девід Чор — Конг
- Мігель Борхес — Педро
- Антоніу Сімао — Ліонель

## Прем'єрний показ
Прем'єра фільму відбулася на Міжнародному кінофестивалі в Локарно 2016 року, де він змагався за Золотого леопарда.